# Île de Itu Aba
L'île de Itu Aba (en tagalog : Ligao ; en vietnamien :  Đảo Ba Bình ; en chinois : 太平島, Tàipíng Dǎo) est la plus grande île de l'archipel des Spratleys situé au nord de la mer de Chine méridionale. Elle forme également le point culminant de l'archipel. Elle est sous contrôle de la république de Chine (Taïwan) depuis 1956.

## Administration
Dans le cadre des revendications de souveraineté touchant l'ensemble des îles Spratleys, elle est réclamée à la fois par les Philippines, le Viêt Nam et la république populaire de Chine, au même titre que les autres îles de l'archipel situées au large de leurs côtes.
Pendant la Seconde guerre mondiale, la Marine impériale japonaise y a installé une base sous-marine. Après la guerre, une garnison chinoise (de Chine nationaliste) s'y est établie entre 1947 et 1950.
C'est la seule île de l'archipel des Spratleys encore gouvernée par la république de Chine (Taïwan). Sur le plan administratif, elle relève de la municipalité spéciale de Kaohsiung distante de 1 600 km. Elle est démilitarisée depuis le début des années 2000.

## Infrastructures
L'île dispose d'une piste d'atterrissage et d'un quai.